# Via Júlia (metropolitana di Barcellona)
Via Júlia è una stazione della linea 4 della metropolitana di Barcellona situata sotto la Via Júlia nel distretto di Nou Barris di Barcellona.
La stazione fu inaugurata nel 1982 con il nome di Roquetes. Ma nel 1999 con il prolungamento fino alla stazione di Trinitat Nova cambiò il nome assumendo l'attuale Via Júlia.
Tra le stazioni di Via Júlia e Trinitat Nova sorgono alcuni depositi della metropolitana.